# Abdicação de Pedro I do Brasil
A abdicação do Imperador Dom Pedro I do Brasil, ocorreu em 7 de abril de 1831, em favor de seu filho D. Pedro de Alcântara, futuro D. Pedro II. O ato marcou o fim do Primeiro Reinado e o início do período regencial no Brasil.

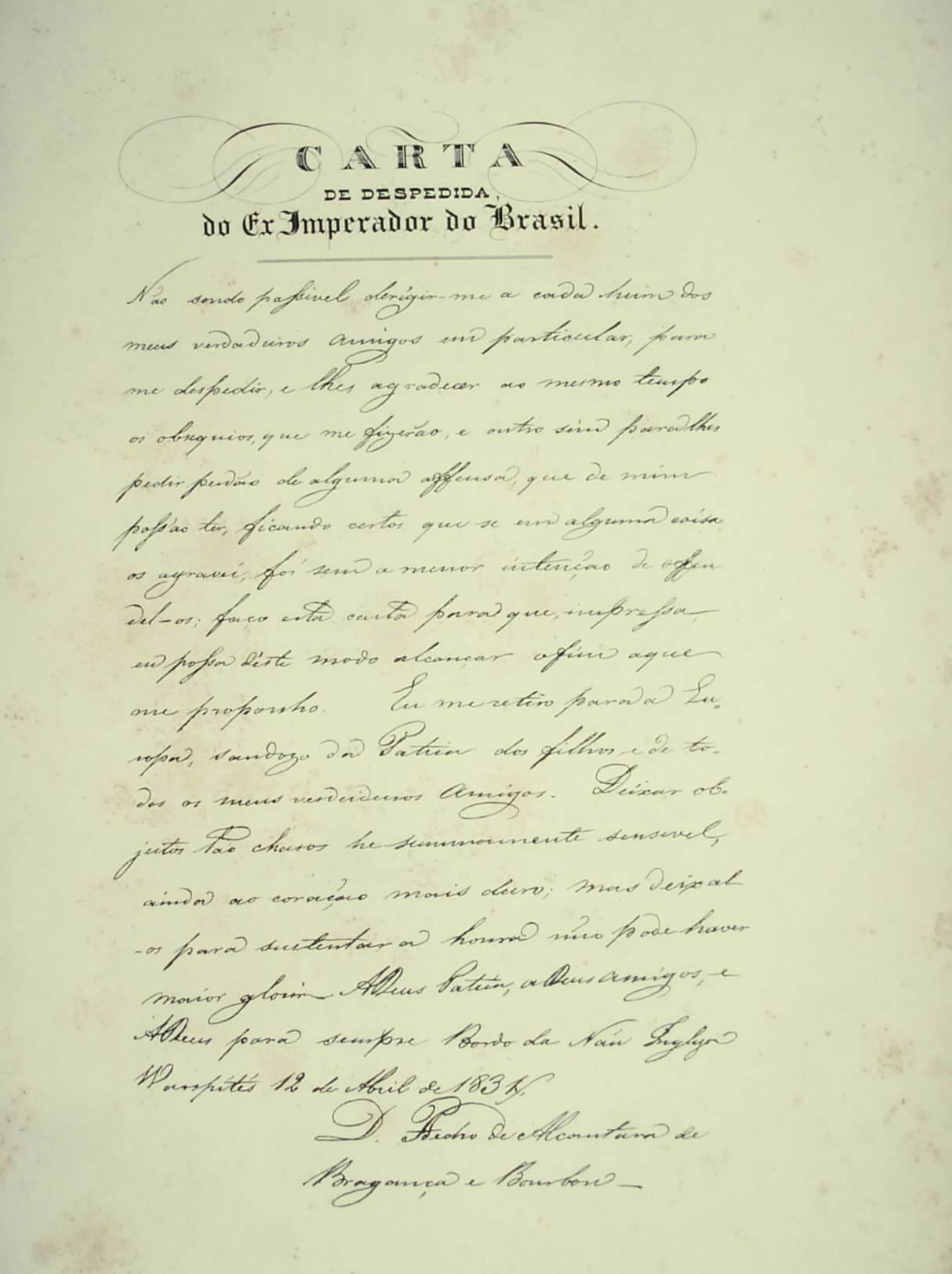
Além do documento de abdicação também redigiu carta de despedida.

## Contexto histórico
A estrutura construída na Independência fez com que fosse organizado um sistema político que colocava os municípios dependentes das províncias e estas, ao poder central; e ainda "adotaram um sistema de eleições indiretas baseado no voto qualificado (censitário), excluindo a maior parte da população do processo eleitoral. Disputaram avidamente títulos de nobreza e monopolizaram posições na Câmara, no Senado, no Conselho de Estado e nos Ministérios".
O referido "Conselho de Estado", implementava o Poder Moderador instituído por Dom Pedro I, quando dissolvera a Constituinte: formado por membros vitalícios, nomeados pelo monarca, não mais que em número de dez, tinham por função ser ouvidos "em todos os negócios graves e medidas gerais de pública administração, principalmente sobre a declaração de guerra, ajuste de paz, negociações com as nações estrangeiras, assim como em todas as ocasiões em que o imperador se propunha exercer qualquer das atribuições do Poder Moderador" - e ao qual se opunham fortemente os liberais.
Ocorrera em 1830 em França uma revolta liberal que depusera o rei Carlos X, e influenciara os demais países com as ideias liberais. No Brasil surgem jornais como o Aurora Fluminense, no Rio de Janeiro, que fazem forte oposição ao ministério conservador imposto por Pedro I.
Evaristo da Veiga escrevera, no Aurora: "Se a vontade do povo for dominada pelo terror, a nossa liberdade será reduzida, necessariamente, a uma mera sombra". Em São Paulo, Libero Badaró comandava o periódico O Observador Constitucional, onde protestava contra autoridades, muitas delas ainda portuguesas. Badaró, um jornalista italiano radicado no Brasil, é assassinado numa emboscada, causando tal crime profunda impressão na opinião pública.
Procurando minimizar os ânimos liberais, empreende o imperador uma viagem a Minas Gerais, com intuito de minimizar as agitações liberais que eram capitaneadas por Bernardo Pereira de Vasconcelos; mas lá o recebem friamente.

### A Noite das Garrafadas.
Quando retorna à Corte, no dia 11 de março, teria já o imperador pensado na abdicação. Os portugueses locais, assim como membros da corte do Reino de Portugal, realizam uma manifestação em seu apoio, com luminárias, entrando em conflito com os nacionais, que atacavam o imperador com gritos de "Viva a Constituição" ou "Viva Dom Pedro II", naquela que passou à história com o nome de Noite das Garrafadas. O conflito duraria três dias e geraria mais atrito entre os nativistas e os portugueses.

### Os Últimos Momentos de Dom Pedro I como Imperador
Com a capital em grande turbulência, Dom Pedro demite o Ministério e convoca um novo. Este novo ministério porém, causa irritação da população, que já se encontrava com um grande sentimento xenofóbico e antilusitano, pelo fato de no novo Ministério haver dois portugueses. Assim, os líderes dos movimentos liberais e nativistas chamaram o povo às ruas. O Campo de Aclamação foi escolhido como local de ajuntamento, devido a proximidade que possuía com os Jornais oposicionistas, como o jornal O Repúblico. O povo exige a volta da equipe anterior, ajuntando-se no Campo da Aclamação. Sendo essa exigência popular comunicada ao imperador, por meio de uma delegação de juízes paroquiais, este responde que "Tudo farei para o povo, nada, porém, pelo povo". Esta frase pode causar confusão a quem a lê sem que saiba o contexto na qual foi dito. De acordo com o monarca, estava em seu direito garantido pela constituição de nomear os ministros e que se acatasse ao pedido do povo, ele deixaria de ser o defensor da vontade da Nação e passaria a ser uma ferramenta orquestrada pela maioria. Assim, defenderia o interesse do povo mas não seria um instrumento do mesmo.
As tropas aderem ao movimento, deixando o monarca sem o apoio das armas. Numa última tentativa de compor um novo ministério, desta feita de acordo com os anseios populares, procura o Senador Vergueiro. Mas este não é encontrado.

## Abdicação e partida
"Usando do direito que a Constituição me concede, declaro que hei muito voluntariamente abdicado na pessoa de meu muito amado e prezado filho o Senhor D. Pedro de Alcântara.
Boa Vista, 7 de abril de mil oitocentos e trinta e um, décimo da Independência e do Império."— 
Pedro
Após escrever sua abdicação, o agora ex-imperador entrega o papel da renúncia ao mesmo major Miguel de Frias e Vasconcelos (comandante da Fortaleza de São José da Ilha das Cobras) que lhe viera comunicar o estado de ânimo das tropas e do povo, dizendo-lhe então, com os olhos marejados: "Aqui está a minha abdicação; desejo que sejam felizes! Retiro-me para a Europa e deixo um país que amei e que ainda amo." Eram duas horas da madrugada do dia 7 de abril de 1831.

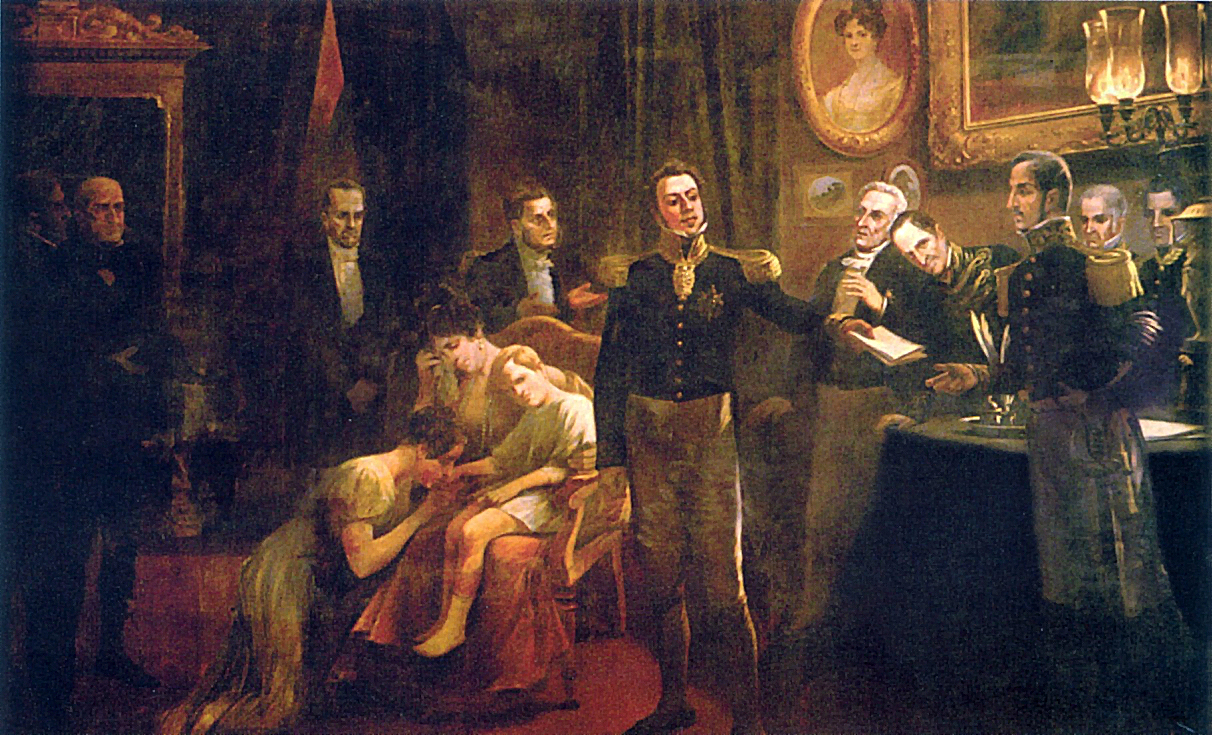
Pedro I entrega a carta ao Major Frias.

Viriato Correia fez a seguinte descrição dos momentos seguintes:
"As crônicas da época pintam de uma maneira emocionante o momento em que Pedro I, depois da abdicação, se foi despedir do filho imperador. É noite. O monarca menino dorme tranquilamente no seu leito de criança. D. Pedro entra no quarto e para junto do menino. Não tem coragem de acordá-lo. Fita-o demoradamente. As lágrimas ensopam-lhe os olhos; os soluços vão sufocar-lhe a garganta e ele, temendo aquela fraqueza, sai do aposento, enxugando os olhos."
Na manhã do mesmo dia o ex-Imperador embarca no navio inglês Warspite, acompanhado da Imperatriz D. Amélia e da filha, D. Maria, deixando no Brasil, além de Pedro II (5 anos), as meninas D. Januária (com nove anos), D. Paula (8 anos) e D. Francisca (7 anos), filhos de seu primeiro casamento; D. Amélia estava, então, grávida de três meses.

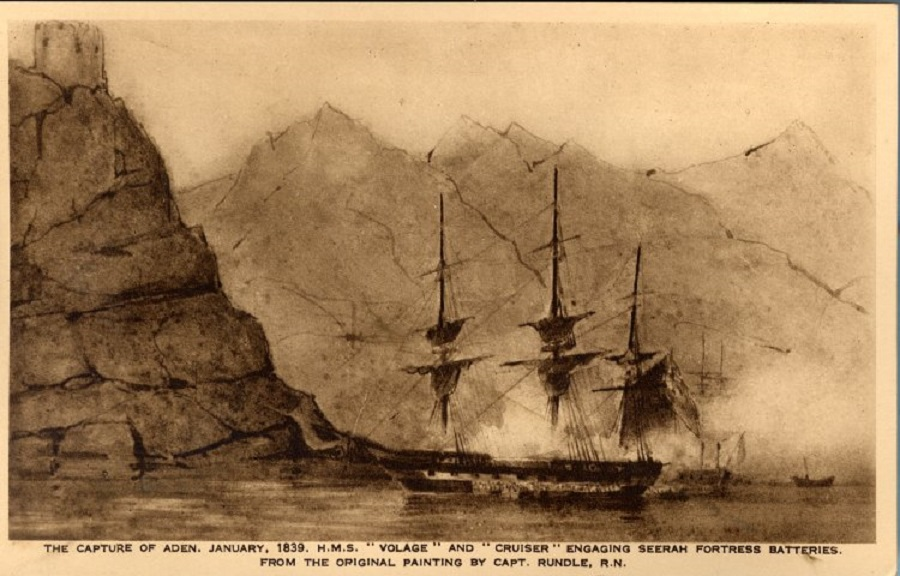
A fragata Volage, que levou D. Pedro I e D. Amélia de volta para Europa em 1831. Gravura da embarcação na captura de Aden, no Iêmen, em 1839.

A nau inglesa, contudo, não partiu para a Europa. Dias depois do embarque o ex-monarca transfere-se com a esposa para a fragata Volage, enquanto D. Maria segue na corveta francesa La Seine - estas sim partindo rumo à Europa. Como tutor do futuro imperador o monarca deixou José Bonifácio, com quem se reconciliara pouco tempo antes.

## Consequências
Na Europa, D. Pedro empreende uma luta contra seu irmão, D. Miguel, a fim de assegurar para a filha Maria a sucessão do trono português. No Brasil, dada a menoridade de Pedro II, tem início o conturbado e importante período regencial.